# Elecciones municipales de Rivadavia de 2019
Las elecciones en el departamento de Rivadavia de 2019 tuvieron lugar el 29 de septiembre, junto con las elecciones provinciales. En dicha elección se eligieron intendente municipal y concejales. Estuvieron habilitados para votar 44.118 rivadavienses, repartidos en 131 mesas electorales.
Las candidaturas oficiales se definieron en las elecciones primarias, abiertas, simultáneas y obligatorias (PASO) que tuvieron lugar el 9 de junio de 2019.

## Renovación del Concejo Deliberante
En los comicios se renovó la mitad del Concejo Deliberante, que cuenta con diez bancas.
Luego de las elecciones generales, el Concejo Deliberante quedó conformado de la siguiente manera:
| Honorable Concejo Deliberante | Honorable Concejo Deliberante | Honorable Concejo Deliberante | Honorable Concejo Deliberante |
| Bloque                        | Bloque                        | Bancas obtenidas              | Bancas totales                |
| ----------------------------- | ----------------------------- | ----------------------------- | ----------------------------- |
|                               | Unión Cívica Radical          | 3                             | 6                             |
|                               | Elegí Mendoza                 | 2                             | 3                             |
|                               | Partido Intransigente         | -                             | 1                             |
| Total                         | Total                         | 5                             | 10                            |

## Elecciones primarias
Las elecciones primarias, abiertas, simultáneas y obligatorias (PASO) tuvieron lugar el 9 de junio de 2019. Se presentaron diez precandidatos a la intendencia por seis partidos o frentes políticos distintos. Para pasar a la elección general, es requisito sacar más del 3% de los votos, además de ganar la interna del partido al que se representa.

### Resultados
|  | 79.81 % |

|  | 92.73 % |

|  | 5.50 % |

|  | 1.78 % |

|  | 32.87 % |

|  | 43.58 % |

|  | 4.50 % |

|  | 6.21 % |

|  | 15.25 % |

|  | 40.44 % |

|  | 10.98 % |

|  | 14.20 % |

|  | 2.94 % |

|  | 2.94 % |

|  | 2.12 % |

|  | 2.12 % |

|  | 1.84 % |

|  | 1.84 % |

|  | 1.81 % |

|  | 1.81 % |

## Elecciones generales
Las elecciones generales tuvieron lugar el 29 de septiembre de 2019. El cargo a la intendencia se disputó entre los dos candidatos que lograron superar las elecciones primarias.

### Resultados
|  | 81.38 % |

|  | 90.81 % |

|  | 8.16 % |

|  | 1.03 % |

|  | 58.06 % |

|  | 41.94 % |

|  | 58.24 % |

|  | 41.76 % |